# Тетрашвили, Георгий
Георгий Тетрашвили (груз. გიორგი თეთრაშვილი, родился 31 августа 1993 года в Тбилиси) — грузинский регбист, выступающий на позиции пропа; с сезона 2021/2022 в составе клуба «Перпиньян».

## Игровая карьера
Выступал в 2012—2015 годах за «Альби», с 2015 по 2021 годы выступал за «Ажен» в Топ-14, Про Д2 и еврокубках. С сезона 2021/2022 будет выступать за «Перпиньян»: интерес к игроку клуб проявил на фоне борьбы в Про Д2, завершившейся в итоге выходом «Перпиньяна» в Топ-14.
Дебютировал 7 июня 2013 года матчем против второй сборной Ирландии. Чемпион Европы 2016/2017 в составе сборной Грузии.